# Eugène-Marie-Louis Bridoux
Eugène-Marie-Louis Bridoux, francoski general, * 1888, † 1955.